# Nørrejyske Ø
Nørrejyske Ø, også kaldet Vendsyssel-Thy, er den del af Jylland der ligger nord for Limfjorden bestående af Vendsyssel, Han Herred og Thy (minus Thyborøn).
Området var delt mellem Nordjyllands Amt (Vendsyssel, det meste af Hanherrederne), Viborg Amt (vestligste del af Vester Han Herred, Thy) og Ringkjøbing Amt (Thyholm), men nu tilhører hele øen Region Nordjylland, på nær Thyholm, der er en del af Struer Kommune og dermed Region Midtjylland.
Nørrejyske Ø er med 4.686 km² Danmarks næststørste ø. Ifølge Danmarks Statistik var der pr. 1. januar 1981 309.834 indbyggere. Antallet af indbyggere, som Danmarks Statistik har offentliggjort siden for Vendsyssel-Thy, har hovedsageligt udvist faldende tendens. Selv om det geografisk set er en ø, er den interne sammenhæng (kulturelt, trafikmæssigt og traditionelt) ikke større end at man hyppigere taler om de tre landsdele Vendsyssel, Hanherred(erne) og Thy.
Efter at have være landfast med resten af Jylland siden ca. år 1100 blev området en ø igen 3. februar 1825 hvor en stormflod gennembrød Agger Tange og skabte Aggerkanalen. Aggerkanalen begyndte senere at tilsande, og den lukkede helt i 1877, men forinden var Thyborøn Kanal skabt lidt længere mod syd ved en stormflod i 1862.